# Tân Hưng, Long Phú
Tân Hưng là một xã thuộc huyện Long Phú, tỉnh Sóc Trăng, Việt Nam.

## Địa lý
Xã Tân Hưng nằm ở phía tây huyện Long Phú, có vị trí địa lý:
- Phía đông giáp thị trấn Long Phú và xã Long Phú
- Phía tây giáp xã Châu Khánh và xã Tân Thạnh
- Phía nam giáp xã Long Phú
- Phía bắc giáp xã Long Đức.

Xã Tân Hưng có diện tích 33,22 km², dân số năm 2022 là 16.092 người, mật độ dân số đạt 484 người/km².

## Hành chính
Xã Tân Hưng được chia thành 5 ấp: Ko Kô, Sóc Dong, Tân Lịch, Tân Qui A, Tân Qui B.